# Stoplesteinan

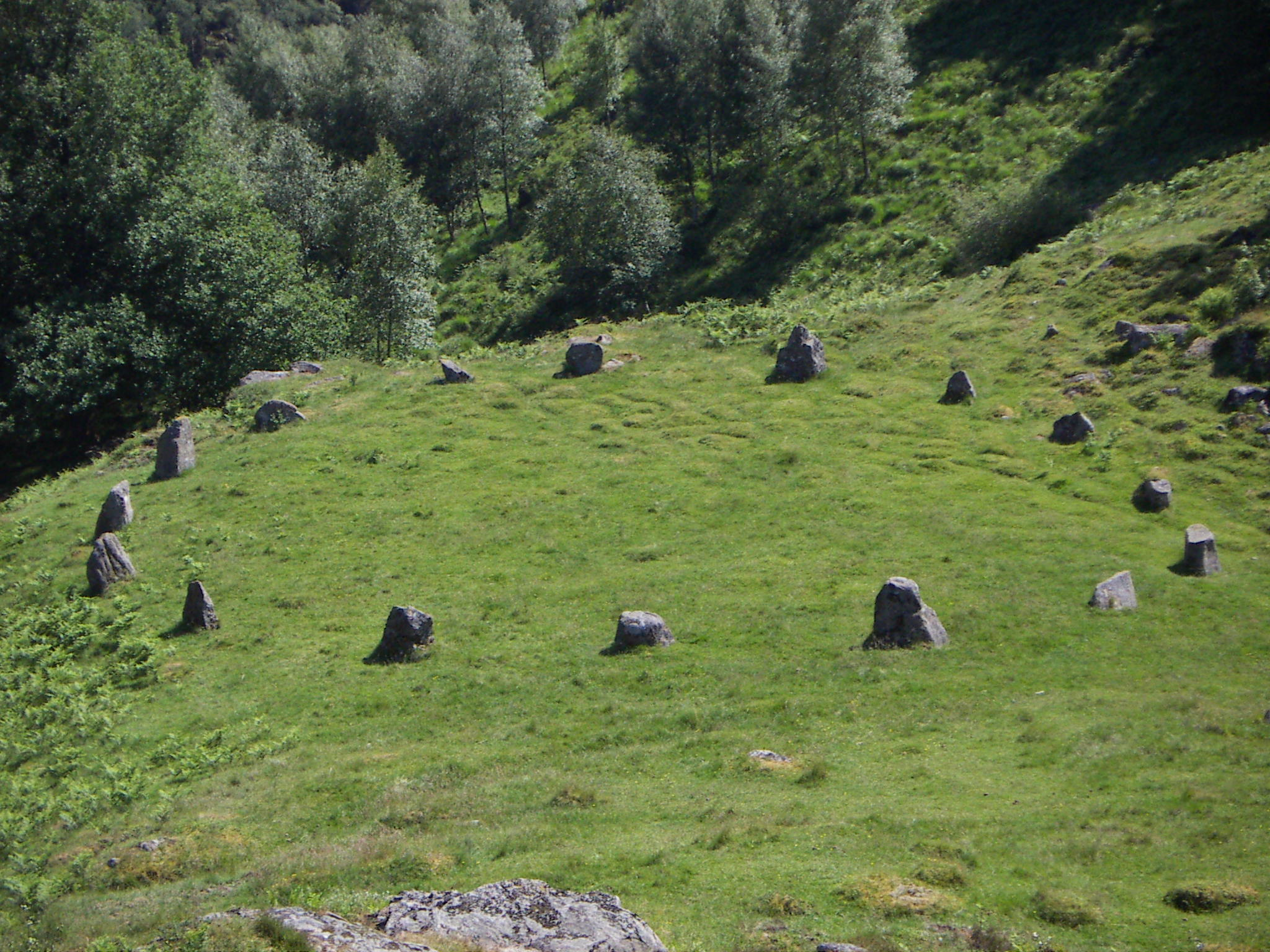
Il cerchio di pietre Stoplesteinan.

Stoplesteinan (conosciuto anche come Stoplesteinane) è un cerchio di pietre sito presso Egersund, nel Rogaland, Norvegia. La popolazione locale spesso fa riferimento ad esso come ad un Stonehenge in miniatura, anche se l'unica cosa che i due anelli di pietra hanno in comune è che entrambe sono fatti con massi di roccia collocati in un modo circolare. Il monumento ha un diametro di circa 21 metri e si compone di 16 pietre erette. Alcune delle pietre sono alte fino a 1,2 metri. Il nome probabilmente deriva dalla parola stopla, che può significare mucchio, ammasso. La vecchia strada panoramica, St Olafs vei, tra Egersund e Sokndal, passa alla destra del sito. Essa è visibile come una striscia di verde nella vegetazione, vicino al cerchio di pietre. Recentemente un pannello informativo è stato realizzato a circa 10-20 metri a sud-est di Stoplesteinan, con il sostegno dell'UE e i fondi di sviluppo regionale INTERREG IIC-programma per il Mare del Nord.

## Origini e teorie
Non è noto come e perché il cerchio di pietra è stato costruito. In base al folklore locale, Stoplesteinan risale all'epoca vichinga, il che significa che è stato costruito tra 800 e 1000 d.C. Una diversa teoria, che alcuni archeologi pensano sia più corretta, suppone che si tratti di un monumento eretto sulla sommità di un luogo di sepoltura.
Monumenti di pietra simili esistono in Norvegia e in Nord Europa. Alcuni di questi sono stati scavati e sono state rinvenute tombe risalenti dalla fine dell'età del bronzo fino alla fine dell'età del ferro, datate tra il 500 a.C. a 600 d.C. in Scandinavia. Non è noto se il sito di Stoplesteinan è stato utilizzato per delle sepolture, tuttavia non è improbabile che un monumento risalente a periodi più antichi sia stato riusato nel corso dell'epoca vichinga.
Uno scavo condotto nel corso del 1930 ha rilevato che il terreno centrale del cerchio fu lastricato di pietre. Tracce di materiale combusto rinvenuto in situ indica che la teoria di un luogo di sepoltura può essere valida. Snorri Sturluson, nella sua Heimskringla dice: "fyrsta öld er kölluð brunaöld; þá skyldi brenna alla dauða menn ok reisa eptir bautasteina" (Il primo periodo è chiamato l'"età del fuoco", dato che tutti i morti furono bruciati e monumenti di pietra furono eretti per loro).

## Monumenti simili
In Svezia vi sono un gran numero di siti simili chiamati domarringar (anelli del giudice). Essi hanno spesso un numero dispari di pietre, di solito 7, 9 o 11. Spesso essi hanno anche una grande pietra rivolta ad est, e la maggior parte sono siti di sepoltura risalenti alla fine dell'età del ferro. Ci sono anche monumenti in pietra di forma ellittica e a spigoli vivi, simili ad una nave. Uno di questi è chiamato le Pietre di Åle e vi sono teorie che ipotizzano un loro uso calendariale basato sulla posizione del sole.